# KF Trepça '89 Mitrovicë
|  | No s'ha de confondre amb KF Trepça. |

KF Trepça'89 (albanès: Klubi Futbollistik Trepça'89), conegut popularment com a Trepça'89, és un club de futbol professional de la ciutat de Mitrovica, a Kosovo. L'equip juga actualment a la Superlliga de Kosovo, la primera divisió del país.

## Palmarès
- Superlliga de Kosovo (1):[3]
  - 2016-17
- Liga e Parë (1): 
  - 2009-10
- Kupa e Kosovës (1): 
  - 2011-12

## El Trepça'89 a Europa
El KF Trepça'89 va competir a la Lliga de Campions de la UEFA, per primera vegada a la seva història, la temporada 2017-18, entrant a la primera ronda de classificació. El 19 de juny de 2017, a Nyon, Suïssa, es va celebrar el sorteig, que va enquadrar-lo amb el Víkingur Gøta feroès.
| Temporada | Competició            | Ronda | Oponent       | Local | Visitant | Global |
| --------- | --------------------- | ----- | ------------- | ----- | -------- | ------ |
| 2017–18   | UEFA Champions League | 1Q    | Víkingur Gøta | 1–4   | 1–2      | 2–6    |